# 格奥尔基·布里兹纳什基
格奥尔基·佩特科夫·布里兹纳什基（1956年10月4日—），保加利亚政治家和前欧洲议会议员。保加利亚联盟成员，保加利亚联盟是欧洲社会党成员之一。2007年1月1日到2007年6月参与保加利亚加入欧盟。2014年2月至5月，他担任全国选举规则改革公投组织倡议委员会主席。2014年3月他被保加利亚社会党开除。2014年8月6日，他被任命为保加利亚看守政府总理。
保加利亚国民议会在2014年7月24日批准总理普拉门·奥雷沙尔斯基递交的内阁总辞呈。由社会党领导的执政联盟“为了保加利亚联盟”以及几大主要在野党均拒绝重组内阁。根据宪法规定，保加利亚应成立看守政府，负责过渡时期的政府事务，并为议会选举做准备。保加利亚总统罗森·普列夫内利耶夫8月5日宣布，索非亚大学法律系教授格奥尔基·布里兹纳什基于6日出任看守政府总理。保总统府此前已发布新闻公告说，预定于10月5日举行议会选举。